# 1564

## أحداث
- تأسيس مدينة فيلاهيرموسا وتقع حاليا في المكسيك.

## مواليد
- فرانسيسكو باتشيكو
- كريستوفر مارلو
- ويليام آدمز
- ويليام شكسبير
- 15 فبراير - [وضح من هو المقصود ؟] الرياضيات والفلك الايطالي غاليليو.

## وفيات
- جان كالفن
- فرديناند الأول إمبراطور الرومانية المقدسة
- ميكيلانجيلو
- عبد الله بن أحمد الفاكهي